# Crisfield
Crisfield és una població dels Estats Units a l'estat de Maryland. Segons el cens del 2000 tenia 2.723 habitants.

## Demografia
Segons el cens del 2000, Crisfield tenia 2.723 habitants, 1.172 habitatges, i 723 famílies. La densitat de població era de 645 habitants per km².
Dels 1.172 habitatges en un 30,3% hi vivien nens de menys de 18 anys, en un 32,9% hi vivien parelles casades, en un 25,4% dones solteres, i en un 38,3% no eren unitats familiars. En el 34,3% dels habitatges hi vivien persones soles el 18,9% de les quals corresponia a persones de 65 anys o més que vivien soles. El nombre mitjà de persones vivint en cada habitatge era de 2,3 i el nombre mitjà de persones que vivien en cada família era de 2,92.
Per edats la població es repartia de la següent manera: un 27,8% tenia menys de 18 anys, un 8,3% entre 18 i 24, un 24,5% entre 25 i 44, un 21,2% de 45 a 60 i un 18,1% 65 anys o més.
L'edat mediana era de 37 anys. Per cada 100 dones de 18 o més anys hi havia 71,3 homes.
La renda mediana per habitatge era de 17.979 $ i la renda mediana per família de 23.929 $. Els homes tenien una renda mediana de 30.078 $ mentre que les dones 20.670 $. La renda per capita de la població era de 12.387 $. Entorn del 30,5% de les famílies i el 34,2% de la població estaven per davall del llindar de pobresa.

## Poblacions més properes
El següent diagrama mostra les poblacions més properes.